# Endeavour River
Endeavour River är en flod på Kap Yorkhalvön i den australiska delstaten Queenslands nordligaste del. Floden fick sitt namn av James Cook, som 1770 var tvungen att reparera sitt fartyg, HM Bark Endeavour, vid flodens mynning efter att skeppet blev skadat i ett rev.
Cook stannade med sitt manskap sju veckor i bukten och de fick kontakt med den lokala folkgruppen Guugu Yimithirr. Dessutom dokumenterade expeditionens naturforskare, Joseph Banks, Daniel Solander och Sydney Parkinson områdets djur- och växtliv.